# Radenbach (Schmale Aue)
Die Radenbach ist ein 4,5 km langer linker Nebenbach der Schmalen Aue in der Lüneburger Heide.

## Verlauf
Er entspringt in der Nordheide in Undeloh, fließt von dort Richtung Südsüdosten und nimmt von rechts einen Bach auf. Von dort verläuft er weiter nach Ostsüdosten, nimmt von rechts den Wilseder Bach sowie einen weiteren Bach auf, erreicht das Gebiet der Gemeinde Egestorf, fließt weiter nach Ostnordosten und mündet schließlich von links in die Schmale Aue.

## Zustand
Der Radenbach ist im Oberlauf, im Ortskern Undelohs, kritisch belastet (Güteklasse II–III) und im Unterlauf, mäßig belastet (Güteklasse II).

## Befahrungsregeln
Wegen intensiver Nutzung der Seeve durch Freizeitsport und Kanuverleiher erließ der Landkreis Harburg 2002 eine Verordnung unter anderem für die Seeve, ihre Nebengewässer und der zugehörigen Uferbereiche, die den Lebensraum von Pflanzen und Tieren schützen soll. Seitdem ist das Befahren und Betreten des Radenbach ganzjährig verboten.